# IC 5008
IC 5008 ist eine Balken-Spiralgalaxie vom Hubble-Typ SBdm im Sternbild Pfau am Südsternhimmel. Sie ist schätzungsweise 159 Millionen Lichtjahre von der Milchstraße entfernt.
Das Objekt wurde am 26. September 1900 vom Astronomen DeLisle Stewart entdeckt.